# Kazimierzów (Łosice)
Pour les articles homonymes, voir Kazimierzów.
Kazimierzów (prononciation : [kaʑiˈmjɛʐuf]) est un village polonais de la gmina de Stara Kornica dans le powiat de Łosice de la voïvodie de Mazovie dans le centre-est de la Pologne.
Il se situe à environ 13 kilomètres au nord-est de Stara Kornica (siège de la gmina), 21 kilomètres à l'est de Łosice (siège du powiat) et à 138 kilomètres à l'est de Varsovie (capitale de la Pologne).
Le village possède une population de 146 habitants en 2010.

## Histoire
De 1975 à 1998, le village appartenait administrativement à la voïvodie de Biała Podlaska.